# Carabodes pirenaicus
Carabodes pirenaicus är en kvalsterart som beskrevs av Subías och Antonio Arillo 200. Carabodes pirenaicus ingår i släktet Carabodes och familjen Carabodidae. Inga underarter finns listade.